# Luokeng Shuiku
Luokeng Shuiku (kinesiska: 罗坑水库) är en reservoar i Kina. Den ligger i provinsen Guangdong, i den södra delen av landet, omkring 250 kilometer sydväst om provinshuvudstaden Guangzhou. Luokeng Shuiku ligger 64 meter över havet. Arean är 3,5 kvadratkilometer. I omgivningarna runt Luokeng Shuiku växer i huvudsak städsegrön lövskog. Den sträcker sig 2,4 kilometer i nord-sydlig riktning, och 4,0 kilometer i öst-västlig riktning.
Genomsnittlig årsnederbörd är 2 071 millimeter. Den regnigaste månaden är augusti, med i genomsnitt 347 mm nederbörd, och den torraste är januari, med 26 mm nederbörd.